# CONCACAF Beach Soccer Championship 2008
L’CONCACAF Beach Soccer Championship 2008 è la 2ª edizione di questo torneo.

## Squadre partecipanti
Di seguito le 4 squadre partecipanti.
- Costa Rica
- El Salvador
- Stati Uniti
- Messico

## Campionato
| Team        | G | V | P | GF | GS | +/- | P |
| ----------- | - | - | - | -- | -- | --- | - |
| Messico     | 3 | 3 | 0 | 13 | 3  | +10 | 9 |
| El Salvador | 3 | 2 | 1 | 12 | 12 | 0   | 6 |
| Stati Uniti | 3 | 1 | 2 | 13 | 10 | +3  | 3 |
| Costa Rica  | 3 | 0 | 3 | 5  | 18 | –13 | 0 |

| Squadra 1   | Risultato | Squadra 2   |
| ----------- | --------- | ----------- |
| Stati Uniti | 7-2       | Costa Rica  |
| Messico     | 4-2       | El Salvador |
| El Salvador | 6-5       | Stati Uniti |
| Messico     | 7-0       | Costa Rica  |
| El Salvador | 4-3 dts   | Costa Rica  |
| Messico     | 2-1       | Stati Uniti |

## Classifica Finale
Queste le posizioni nel dettaglio.
| Pos | Team        |
| --- | ----------- |
| 1   | Messico     |
| 2   | El Salvador |
| 3   | Stati Uniti |
| 4   | Costa Rica  |